# マドラス包囲戦
マドラス包囲戦（マドラスほういせん、英語: Siege of Madras）は、第三次カーナティック戦争中の1758年12月から1759年2月まで行われた、フランス王国によるイギリス東インド会社領マドラスの包囲である。ラリー伯爵率いるフランス軍の激しい攻撃に晒されたマドラスはイギリス軍の奮戦で持ち堪えた。イギリス軍は戦いの中、砲弾を26,554発、銃弾を200,000発も撃った。マドラス包囲の失敗は失望をもって迎えられ、後のヴァンディヴァッシュの戦いの敗北もあり、フランスのインドにおける計画は大きく後退することとなった。
このイギリスの勝利は1759年の奇跡の年の一部となった。

## 背景
イギリスとフランスはインドにおける植民地建設でずっと争いをしてきた。1746年のマドラスの戦いでマドラスは落城したが1748年に返還された。戦争が再び勃発すると両国はまたもや敵対した。1757年中はロバート・クライヴによる数回の勝利でイギリスが優勢であった。1758年、ラリー伯爵は援軍を率いてポンディシェリーに到着、コロマンデル海岸で作戦を開始してセント・デイヴィッド要塞に的を絞った。当時イギリス軍のほとんどはクライヴと一緒にベンガル地方におり、この報せはイギリスに不安をもたらした。ラリー伯爵は1758年6月にマドラスを攻撃する予定だったが資金不足によりまずはタンジョールを攻撃して失敗。モンスーンにより侵攻はさらに延び、フランス軍がマドラスに到着するころにはすでに12月になっていた。このミスでイギリスに準備の時間を与えてしまい、遠征軍を呼び戻されイギリス駐留軍は4,000人に膨れ上がった。

## 包囲

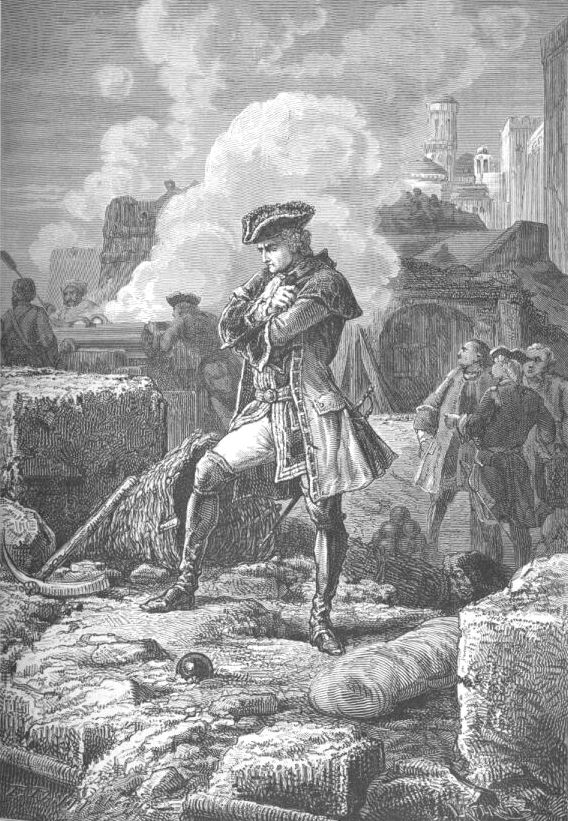
ポンディシェリー包囲戦でフランス軍を指揮している司令官ラリー伯爵。彼はマドラス包囲戦のときもフランス軍の司令官だった。

### 初期の攻撃
1758年のマドラスは大きく分けて2つに分かれている。防御工事がほとんどなされず、現地民が住む「ブラック・タウン」とセント・ジョージ要塞を含み、ヨーロッパ人が住む「ホワイト・タウン」である。12月14日、フランスの部隊は無抵抗のブラック・タウンに入城、防御工事が施されていない状況を確認すると略奪を始めた。イギリスはウィリアム・ドレイパー率いる600人のソーティ部隊を出撃させて四散しているフランス兵士を攻撃、激しい市街戦の末セント・ジョージ要塞に撤退するまでに両軍それぞれ300人の死者を出した。戦闘の結果は決定的ではなく、被害者数も互角にもかかわらず、フランスの士気は大きく下がった。フランス軍の2人の指揮官ラリー伯爵とビュッシー＝カステルノー侯爵はソーティ部隊の出撃を阻止できなかった責任をお互いに擦り付け、ラリー伯爵は副官のビュッシー＝カステルノー侯爵を公の場で激しく批判した（にもかかわらず、彼を解任しなかった）。

### 砲撃の開始
フランスがブラック・タウンを一通り平定するとセント・ジョージ要塞の包囲にとりかかった。イギリスにとっては不思議なことに、要塞はフランスからの攻撃がないまま3週間過ごした。これは攻城兵器の弾薬不足で攻撃ができなかったためだった。1759年1月2日、ようやく準備が整ったフランス軍は5日間砲撃を続け、歩兵を突撃させたが、入城はかなわなかった。城塞の下で大きい爆弾が爆発したが、これも効果がなかった。
攻撃の効果がないことが明らかになると、フランス軍の士気はさらに下がった。多くの兵士が逃亡し、イギリスに寝返る兵士が150人に上るほどであった。ラリー伯爵は後方からも攻撃を受けた。チングルプットのセポイ指揮官ムハンマド・ユースフ・ハーン率いるセポイ部隊は唯一マドラス城内に撤退しなかったイギリス部隊であり、フランスの補給線をかく乱していた。彼はラリー伯爵に撃退されたが、マドラス近郊で行動を続け、補給を略奪したり阻止したりした。

### 総攻撃

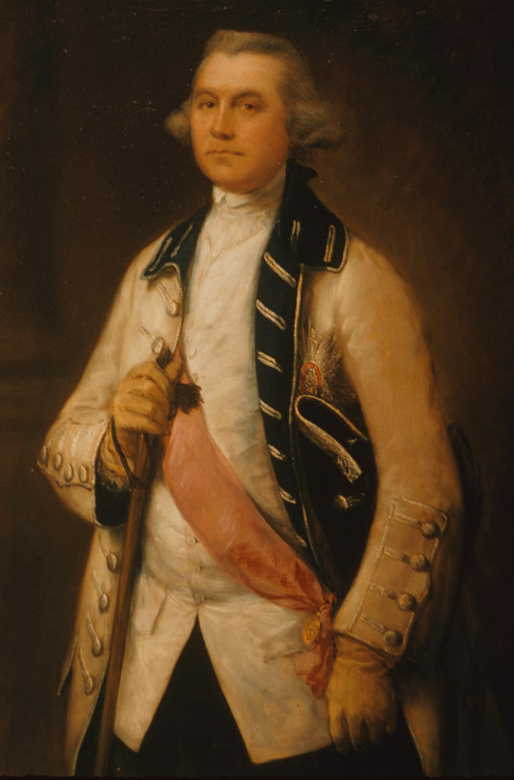
イギリスの守備隊を指揮したウィリアム・ドレイパー

数週間にわたる激しい砲撃の末、マドラスの守備は綻びを見せ始めた。堡塁は壊され、城壁にも突破口ができてしまった。火器の応酬でほとんどの家屋に弾痕ができていた。
1月30日、イギリス海軍のフリゲート1隻がフランスの海上封鎖を突破してマドラスに大金と増援をもたらした。それだけでなく、ジョージ・ポコック提督率いる大艦隊がカルカッタを出港してマドラスに向かっているという報せを届けた。ラリー伯爵がこの報せを知ると、すぐに「ポコックの到着より前に陥落させないと勝ちは無理」という結論にたどり着き、総攻撃を命じた。

### フランスの撤退
2月16日、600名のイギリス部隊を乗せた6隻のイギリス船がマドラス外洋に到着した。増援の脅威に直面したラリー伯爵はすぐさま南への撤退の決定を下した。

## その後
マドラスの勝利は1759年の奇跡の年におけるイギリスの勝利の一部となった。イギリス軍はインドで反撃を開始、1760年のヴァンディヴァッシュの戦いでフランスを敗走させ、さらに1761年にフランスの本拠地ポンディシェリーを占領した。